# David Remez
David Remez (Hebreeuws: דוד רמז) (Kopys (Keizerrijk Rusland), 23 mei 1886 – Israël, 19 mei 1951), geboren als David Drabkin (Russisch: Давид Драбкин), was een Israëlisch politicus. Hij was de eerste minister van Transport van het land en mede-ondertekenaar van de Israëlische onafhankelijkheidsverklaring.
Remez groeide op in het Keizerrijk Rusland. Hij studeerde rechten in Turkije en werd daarna leraar. In 1913 emigreerde hij naar Palestina waar hij boer werd. Tijdens de periode van het Britse mandaat werd hij actief in de politiek en zette zich in voor de vakbond. Hij werd hoofd van de publieke werken voor de Histadrut. Deze functie vervulde Remez van 1921 tot 1929. Samen met David Ben-Gurion en anderen richtte hij de Mapai-partij op. In 1930 werd hij secretaris bij de Histadrut. Deze functie vervulde hij tot 1947. Ook was hij voorzitter van 1944 tot 1949 van de Joodse Nationale Raad.
In 1948 was Remez mede-ondertekenaar van de Israëlische Onafhankelijkheidsverklaring. Van 1949 tot aan zijn overlijden zetelde hij in de Knesset. Hij werd de eerste minister van Transport, in een regering van Ben-Gurion. Nadat zijn regering in november 1950 ten val kwam werd hij tevens minister van Onderwijs. Daarbij volgde Remez Zalman Shazar op. In mei 1951 overleed Remez onverwachts.
De zoon van Remez, Aharon Remez, was de tweede bevelhebber van de Israëlische luchtmacht.
- Bibliothèque nationale de France: cb108731798 (data)
- Gemeinsame Normdatei: 1199902535
- International Standard Name Identifier: 0000 0000 6696 9325
- Library of Congress Control Number: no91015266
- Nationale Bibliotheek van Israël: 987007302415305171
- Virtual International Authority File: 70952915
- WorldCat: E39PBJtcDbgrtyFtmTYcjvgMyd